# Robert Michels
Robert Michels, in italiano: Roberto Michels (Colonia, 9 gennaio 1876 – Roma, 3 maggio 1936), è stato un sociologo e politologo tedesco naturalizzato italiano che studiò il comportamento politico delle élite intellettuali e contribuì a definire la teoria dell'elitismo. La sua opera più nota è il saggio sulla sociologia dei partiti politici, nel quale viene descritta la ferrea legge dell'oligarchia.

## Biografia
Michels nacque in una ricca famiglia tedesca di imprenditori, studiò nel Regno Unito, a Parigi (alla Sorbona), e nelle Università di Monaco di Baviera, Lipsia (1897), Halle (1898), e Torino. Si iscrisse al Partito Socialdemocratico di Germania (SPD) mentre era ricercatore universitario all'Università di Marburgo (1902), e in questo tempo si candidò alle elezioni nazionali come socialista (1903); cosa che gli fece perdere automaticamente la possibilità di diventare un professore (in Germania i socialisti non potevano avere cattedre universitarie ordinarie). Lasciò l'SPD nel 1907 dopo essersi trasferito ormai in Italia.

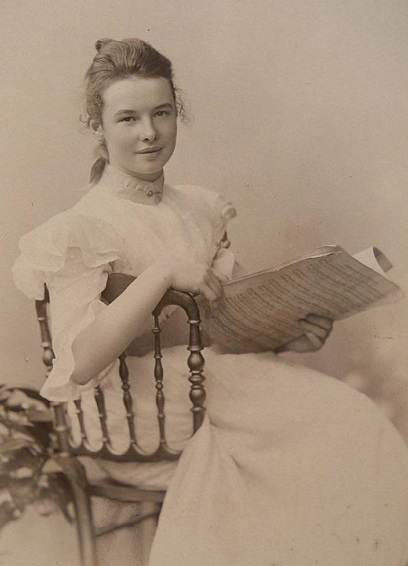
Gisela Lindner nel 1899

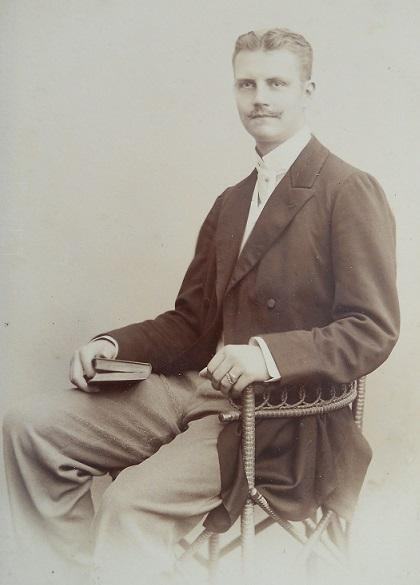
Robert Michels nel 1898

Brillante allievo di Max Weber, sposato dal 1900 con Gisela Lindner (1878 - 1954), ricercatrice storica famosa per le sue ricerche sulla condizione delle donne e figlia dello storico Theodor Lindner, nel 1911 Michels acquistò notorietà per il testo già citato, ancor oggi posto a fondamento della sociologia della politica, basato su approfondite conoscenze storiche e sociologiche: "Zur Soziologie des Parteiwesens in der modernen Demokratie", (La sociologia del partito politico nella democrazia moderna : studi sulle tendenze oligarchiche degli aggregati politici), saggio in cui Michels mostrava come i partiti politici, persino quelli socialisti più estremi, si trasformassero rapidamente in burocrazie oligarchiche. Durante i primi anni passati in Italia Michels fu molto vicino al sindacalismo rivoluzionario, ala estrema del Psi. Michels era molto critico col determinismo esplicito nella dialettica marxiana, considerandola frutto di fondamentale ignoranza della storia stessa e di una certa ispirazione millenaristica calata dall'alto; non ne ricusava gli ideali, ma basava il suo socialismo su basi empiriche e storiche, nella linea del Sombart. Michels era molto attratto dall'Italia e ciò lo spinse a cercare in quel paese una cattedra che non avrebbe mai ottenuto nel suo paese natio.
Questa insistenza gli fece ottenere nel 1907, grazie all'intercessione del liberale Luigi Einaudi ed ancor più dell'economista e socialista non marxista Achille Loria, una cattedra all'Università di Torino, dove insegnò Economia Politica e Sociologia Economica, pur non avendo al suo attivo veri studi in campo economico. Nel 1914 divenne ordinario di economia all'Università di Basilea, dove insegnò sino al 1926. Dopo la prima guerra mondiale aderì al Fascismo, partito dell'ex socialista Benito Mussolini. Michels riteneva che Mussolini, grazie alle sue origini proletarie ed al suo carisma, potesse rappresentare direttamente il proletariato, senza la mediazione, che Michels riteneva burocratica, delle rappresentanze sindacali e dei partiti politici.
Passò i suoi ultimi anni in Italia, insegnando dal 1927 Economia politica a Perugia come professore ordinario.
Nel 1933 rappresentò l'Italia a Parigi, descrivendo il fascismo come un movimento pacifista e antirazzista.
I suoi colloqui sono stati trascritti da sua figlia Daisy Michels.
Ebbe dalla moglie Gisela cinque figli: Italia (1900 – 1900), Mario (1901 – 1940), Nerino (1903 – 1903), Manon (1904 – 1990) e Daisy (1906 – 1993). Manon, diplomata in belle arti, sposò Mario Einaudi, figlio dell'economista e futuro presidente della Repubblica Luigi Einaudi, che finirà alla Cornell University negli Stati Uniti d'America, dove ricoprirà le cariche di professore di Teoria politica e diritto costituzionale comparato. Daisy, diplomata alla scuola di traduzione, sposerà Filippo Gallino, futuro dirigente delle cartiere Burgo, figlio di Giovanni Gallino, un magistrato che aveva preso parte al processo dello Smemorato di Collegno, appartenente alla più abbiente famiglia di Canale. Mario, chimico di chiara fama, morirà relativamente giovane dopo essersi stabilito a Basilea in Svizzera ed essersi colà sposato con Margherita, che ospiterà poi Luigi Einaudi durante l'esilio.

## Il sistema teorico di Michels
Michels studia il partito socialdemocratico tedesco e perviene alla conclusione che nel partito politico si attuano le stesse dinamiche che interessano lo Stato. Un esempio è l'SPD, che per la sua natura dovrebbe coinvolgere maggiormente le masse, ma invece è interessato da processi fortemente oligarchici.
Nel suo pensiero il parlamento diventa il luogo in cui le burocrazie dei partiti si accordano, Michels dirà: “io di rivoluzioni ne ho viste tante, di democrazie mai”.
Anche in un regime democratico sono i vertici del partito che si fanno eleggere: legge ferrea dell'oligarchia.
In realtà nel parlamento non esiste una vera competizione tra partiti, poiché i vari dirigenti hanno interesse a perpetuare la situazione in essere.
L'analisi di Michels per molti aspetti riproduce gli studi precedenti, svolti da Moisej Ostrogorskij, sulla degenerazione oligarchica dei partiti. Ma mentre Ostrogorskij, a partire da questo comune scetticismo sul carattere democratico dei partiti, esamina e propone nuove più efficaci forme di democrazia per eliminare questa tendenza, Michels al contrario aderisce all'elitismo.
Una frase sintetizza con efficacia il pensiero di Michels: “sulla base democratica si innalza, nascondendola, la struttura oligarchica dell'edificio”. La natura valutativa dell'affermazione deriva dalla descrizione degli effetti dell'organizzazione sulle strutture politiche cui partecipano le masse.
“Chi dice organizzazione dice tendenza all'oligarchia”: con questa frase si descrive il fatto che l'organizzazione e la seguente degenerazione oligarchica causano veri e propri mutamenti genetici nei partiti socialdemocratici: le masse non possono più interferire con le decisioni, i capi non sono più gli organi esecutivi della volontà della massa ma si emancipano completamente dalla massa stessa.
Tanto più grande diventerà il partito, tanto di più si riempiranno le sue casse e la tendenza oligarchica si farà strada con maggior vigore; la base non potrà più controllare in alcun modo i vertici del partito.
Il regime democratico non è molto confacente ai bisogni tattici dei partiti politici: il partito politico, così come si deve organizzare per competere con gli altri partiti, è qualcosa di distante dalla comune idea di democrazia.
Il principio della democrazia è ideale e legale (perché comunque si va a votare) ma non è reale in quanto, in realtà, la base non può scegliere nulla.
Votando non diventiamo compartecipi del potere: “la scienza ha il dovere di strappare questa benda dagli occhi delle masse”. Anche Michels, perciò, ha un approccio scientifico e non ideologico.
“La formazione di regimi oligarchici nel seno dei sistemi democratici moderni è organica”.
“L'organizzazione è la madre della signoria degli eletti sugli elettori”.
Michels discute di questi argomenti con Max Weber: per lui c'è bisogno di una novità in politica e la può portare solo l'”eroe carismatico”, dal momento che al parlamento viene attribuita una valenza negativa.
C'è bisogno di un'idea nuova e carismatica: il fascismo; verrà, così, meno la mediazione dei partiti tra leader e popolo e si instaurerà tra di essi un rapporto diretto.
A differenza di Weber, il quale ritiene che il carisma del leader si possa formare in parlamento, Michels ritiene che per esserci carisma non si possa prescindere da un rapporto diretto e non mediato con il popolo.
Maggioranza e opposizione fanno finta di lottare: il loro scopo è di farsi rieleggere e di perpetuarsi al potere.
Con l'adesione al fascismo trova un'alternativa alla ‘'legge ferrea dell'oligarchia'’, che ha per lui una valenza fortemente negativa.
Il fascismo esprime un leader carismatico, e questo è l'unico modo per superare la pseudo-democrazia che si era affermata.
Approfondendo alcuni brani tratti da “L'oligarchia organica costituzionale” si possono enucleare alcuni tratti del sistema teorico di Michels:
- Il parlamentarismo è una falsa leggenda: non siamo noi che votiamo i rappresentanti ma i rappresentanti che si fanno scegliere da noi,
- Lo Stato non importa alla maggior parte delle persone, soprattutto per ciò che attiene alle vicende prettamente istituzionali: non si può sperare che la partecipazione parta dal basso,
- Le classi politiche non si sostituiscono come ci aveva spiegato Pareto; puntano, invece, all'amalgama, si servono della cooptazione per non perdere mai il loro potere,
- L'opposizione parlamentare mira all'unico scopo, in teoria, di sostituire la classe dirigente avversaria; in pratica, invece, finisce per amalgamarsi con la classe politica al governo,
- A nulla valgono i movimenti popolari, perché chi li guida abbandona la massa e viene assorbito dalla classe politica: “parte incendiario e arriva pompiere”.

Anche dalla lettura di passi tratti da “La democrazia e la legge ferrea dell'oligarchia” si possono trarre alcuni spunti interessanti:
- È una funzione scientifica dimostrare l'inganno del parlamentarismo,
- Non è vero che ad una rivoluzione seguirà un regime democratico,
- I socialisti democratici vengono definiti “fanatici partigiani dell'organizzazione”.

## Critiche
Una critica dettagliata del pensiero di Michels viene fatta da Antonio Gramsci . Nel seguito alcune citazioni.
- Quando si vuol scrivere la storia di un partito politico, in realtà occorre affrontare tutta una serie di problemi molto meno semplici di quanto creda, per es., Roberto Michels che pure è ritenuto uno specialista in materia.
- Il Michels ha fatto molto baccano in Italia per la «sua» trovata del «capo charismatico» che probabilmente (occorrerebbe confrontare) era già nel Weber
- il cosiddetto «charisma», nel senso del Michels, nel mondo moderno coincide sempre con una fase primitiva dei partiti di massa, con la fase in cui la dottrina si presenta alle masse come qualcosa di nebuloso e incoerente, che ha bisogno di un papa infallibile per essere interpretata e adattata alle circostanze;
- Le idee di Michels sui partiti politici sono abbastanza confuse e schematiche, ma sono interessanti come raccolta di materiale grezzo e di osservazioni empiriche e disparate.
- Egli appoggia anche i più banali truismi con l'autorità degli scrittori più disparati.
- Altre volte le citazioni sono molto addomesticate: il giudizio settario, o, nel caso migliore, epigrammatico, di un polemista, viene assunto come fatto storico o come documento di fatto storico.

## Opere
- Il proletariato e la borghesia nel movimento socialista italiano: saggio di scienza sociografico-politica, Torino, F.lli Bocca, 1908.
- Storia del Marxismo in Italia. Compendio critico con annessa Bibliografia, Roma, Luigi Mongini, 1909.
- La democrazia e la legge ferrea dell'oligarchia: saggio sociologico, Roma, Cooperativa Tipografica Manuzio, 1910.
- (DE) Zur Soziologie des Parteiwesens in der modernen Demokratie. Untersuchungen über die oligarchischen Tendenzen des Gruppenlebens, Leipzig, Werner Klinkhardt, 1911. Edizione italiana:  La sociologia del partito politico nella democrazia moderna: studi sulle tendenze oligarchiche degli aggregati politici, traduzione dall'originale tedesco del dr. Alfredo Polledro, riveduta e ampliata dall'autore, Torino, Unione tipografico-editrice torinese, 1912.
- Die Grenzen der Geschlechtsmoral: Prolegomena, Gedanken und Untersuchungen von Robert Michels, München, Leipzig, Frauenverlag, 1911. Edizione italiana:  I limiti della morale sessuale: prolegomena: indagini e pensieri, versione dal tedesco del dr. Alfredo Polledro, Torino, F.lli Bocca, 1912.
- Probleme der Sozialphilosophie, Leipzig, Berlin, B. G. Teubner, 1914.
- L'imperialismo italiano: studi politico-demografici, Milano, Società editrice libraria, 1914.
- Amour et chasteté; essais sociologiques, Paris, Giard & Briere, 1914.
- L'organizzazione del commercio estero, Bologna, Zanichelli, 1924.
- Sozialismus und Fascismus in Italien, München, Meyer & Jessen, 1925.
- Sozialismus in Italien: intellektuelle Strömungen, München, Meyer & Jessen, 1925.
- Storia critica del movimento socialista italiano: dagli inizi fino al 1911, Firenze, La Voce, 1926.
- Corso di sociologia politica : lezioni tenute nel maggio 1926 per incarico della Facoltà di Scienze politiche della Regia Università di Roma, Milano, S. A. Istituto editoriale scientifico, 1927.
- Sittlichkeit in Ziffern? Kritik der Moralstatistik, München, Leipzig, Duncker & Humblot, 1928.
- Der Patriotismus: Prolegomena zu seiner soziologischen Analyse, München, Leipzig, Duncker & Humblot, 1928. Edizione italiana:  Prolegomena sul patriottismo, Firenze, La nuova Italia, 1933.
- Einflusz der faschistischen Arbeitsverfassung auf die Weltwirtschaft, Leipzig, Deutsche Wissenschaftliche Buchhandlung, 1929.
- "Disamina di alcuni criteri direttivi per la storia delle dottrine economiche", in Giornale degli economisti, 1929.
- Italien von heute, politische und wirtschaftliche Kulturgeschichte von 1860 bis 1930, Zürich, Leipzig, Orell Fussli, 1930.
- Zum Einfluss der klassischen italienischen Nationalökonomie auf die Dogmengeschichte, Jena, G. Fischer, 1931.
- Introduzione alla storia delle dottrine economiche e politiche: con un saggio sulla economia classica italiana e la sua influenza sulla scienza economica, Bologna, Zanichelli, 1932.
- Il boicottaggio: saggio su un aspetto delle crisi, Torino, Einaudi, 1934.
- (FR) Le boycottage international: boycottage economique et crises politiques, boycottage et crises economiques, preface et traduction de Gaston Bouthoul, Paris, Payot, 1936.
- Die Verelendungstheorie: Studien und Untersuchungen zur internationalen Dogmengeschichte der Volkswirtschaft, mit einem Vorwort von Heinz Maus, Hildesheim, New York, Olms, 1970.
- Francesco Perfetti (a cura di), Elite e/o democrazia, Roma, G. Volpe, 1972.
- Giordano Sivini (a cura di), Antologia di scritti sociologici, Bologna, Il mulino, 1980.
- Works on paper, 1918-1930 (Barbara Mathes Gallery, 1984)
- Critique du socialisme: contribution aux débats du début du XXè siècle; articles selected and presented by Pierre Cours-Salies and Jean-Marie Vincent (Éditions Kimé, 1992, ISBN 2908212439)